# Litografia per immersió

En la litografia d'immersió, la llum viatja cap avall a través d'un sistema de lents i després una piscina d'aigua abans d'arribar al fotoresistent a la part superior de l'oblia.

La litografia per immersió és una tècnica de millora de la resolució de fotolitografia per a la fabricació de circuits integrats (CI) que substitueix l'espai d'aire habitual entre la lent final i la superfície de l'oblia per un medi líquid que té un índex de refracció superior a un. La resolució s'incrementa en un factor igual a l'índex de refracció del líquid. Les eines de litografia d'immersió actuals utilitzen aigua altament purificada per a aquest líquid, aconseguint mides de característiques inferiors a 45 nanòmetres.

## Història
La idea de la litografia per immersió va ser patentada el 1984 per Takanashi et al. També va ser proposat per l'enginyer taiwanès Burn J. Lin i realitzat a la dècada de 1980. El 2004, el director de tecnologia de silici d'IBM, Ghavam Shahidi, va anunciar que IBM tenia previst comercialitzar litografia basada en la llum filtrada a través de l'aigua. La litografia d'immersió és ara s'estén a nodes de menys de 20 nm mitjançant l'ús de patrons múltiples.

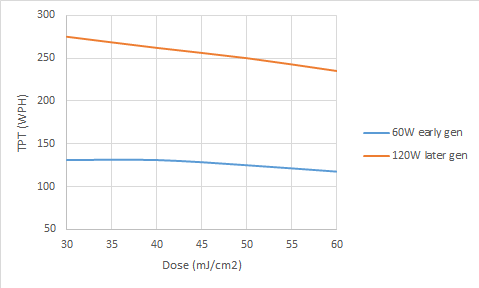
Rendiment d'eines de litografia d'immersió vs. dosi. El rendiment en funció de la dosi es compara amb diferents potències de pols a la mateixa amplada de la ranura.

## Rerefons
La capacitat de resoldre característiques en litografia òptica està directament relacionada amb l'obertura numèrica de l'equip d'imatge, essent l'obertura numèrica el sinus de l'angle de refracció màxim multiplicat per l'índex de refracció del medi a través del qual viatja la llum. Les lents dels escàners de fotolitografia "sec" de més alta resolució enfocan la llum en un con el límit del qual és gairebé paral·lel a la superfície de l'oblia. Com que és impossible augmentar la resolució mitjançant una refracció addicional, s'obté una resolució addicional introduint un medi d'immersió amb un índex de refracció més elevat entre la lent i l'oblia. La borrosa es redueix per un factor igual a l'índex de refracció del medi. Per exemple, per a la immersió en aigua amb llum ultraviolada a 193 nm de longitud d'ona, l'índex de refracció és 1,44.

## Patró múltiple

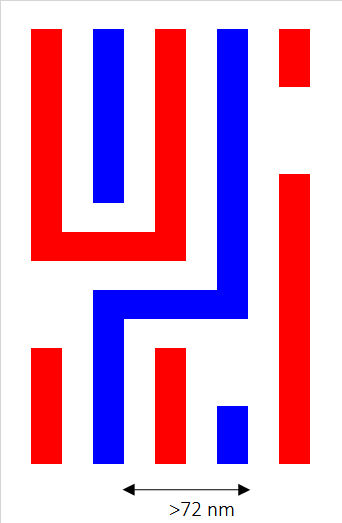
Doble patró per divisió de to. El model doble mitjançant la divisió del to implica l'assignació de característiques adjacents a diferents màscares, indicades per diferents colors.

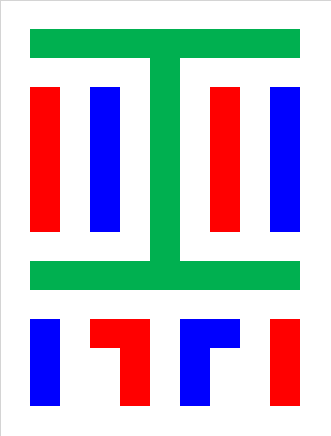
Patró triple per divisió de to. El patró triple mitjançant la divisió del to implica assignar característiques adjacents a 3 màscares diferents, utilitzant tres colors.

El límit de resolució per a una eina d'immersió d'1,35 NA que funciona a una longitud d'ona de 193 nm és de 36 nm. Superar aquest límit a nodes de menys de 20 nm requereix patrons múltiples. Als nodes de foneria i de memòria de 20 nm i més enllà, ja s'estan utilitzant patrons dobles i triples amb litografia d'immersió per a les capes més denses.